# Wickie és az erős emberek
A Wickie és az erős emberek (eredeti cím: Wickie und die starken Männer) 2009-ben bemutatott egész estés német film, amely a Viki, a viking című koprodukciós animesorozat alapján készült. A forgatókönyvet Michael Herbig, Alfons Biedermann és Runer Jonsson írta, a filmet Michael Herbig rendezte, a zenéjét Ralf Wengenmayr és Karel Svoboda szerezte, a producere Christian Becker volt, a főszerepben Jonas Hämmerle látható. A Rat Pack Filmproduktion GmbH készítette, a Constantin Film forgalmazta. 
Németországban 2009. szeptember 9-én mutatták be a mozikban. Magyar változat még nem készült belőle.

## Szereplők
| Szereplő      | Színész(nő)             |
| ------------- | ----------------------- |
| Vicky         | Jonas Hämmerle          |
| Halvar        | Waldemar Kobus          |
| Tjure         | Nic Romm                |
| Snorre        | Christian Koch          |
| Urobe         | Olaf Krätke             |
| Gorm          | Mike Maas               |
| Ulme          | Patrick Reichel         |
| Faxe          | Jörg Moukaddam          |
| Ylvi          | Mercedes Jadea Diaz     |
| Ylva          | Sanne Schnapp           |
| Lee Fu        | Ankie Beilke            |
| Sven          | Günther Kaufmann        |
| Pokka         | Christoph Maria Herbst  |
| Strickerpirat | Helmfried von Lüttichau |